# Josep Maria Torres i Belda
Josep Maria Torres i Belda (Castelló de la Plana, La Plana Alta, 26 de febrer de 1833 - València, 5 de març de 1884) fou un historiador, bibliotecari, jurista i escriptor valencià.
El 1857 es llicencià en Dret a la Universitat de València, i el 1864 aconseguí el títol d'arxiver bibliotecari, havent cursat els estudis corresponents també a l'Escola Superior de Diplomàtica. Treballà poc més d'un any com advocat a València. Ben aviat, però passà a treballar de bibliotecari de l'Institut de Castelló i, des del 1862 fins a la seva mort, fou bibliotecari de la Universitat de València, on inicià la catalogació del seu fons (1883-84). El 1980 succeí a Vicent Boix en el títol de cronista oficial de la ciutat de València, un càrrec que ocupà fins al 1884.
Interessat per la història i per la bibliografia, col·laborà amb nombrosos articles a publicacions especialitzades en història i literatura valencianes. Escriví Memoria sobre la introducción de la imprenta en València, que li valgué el premi de l'Ateneu Mercantil de València el 1874. També és autor de Reseña histórico-crítica de los principales monumentos que de la época de don Jaime el Conquistador se conservan en la ciudad de Valencia (1876, inèdita) i de nombrosos articles de divulgació històrica publicats en Revista de Valencia, Las Provincias i altres periòdics, on escriví en català i utilitzà el pseudònim de «Lo sacristà de Tirig». També fou un soci molt actiu dins l'associació cultural valenciana Lo Rat Penat, especialment dins les seccions històrico-arqueològiques.